# فولکلور اسکاتلندی
فولکلور اسکاتلندی شامل فولکلور مردم اسکاتلند از ابتدای تاریخ تا امروز است. فولکلوریست‌ها، اعم از دانشگاهی و آماتور، آثار مختلفی را منتشر کرده‌اند که به‌طور خاص بر فولکلور این منطقه متمرکز شده‌اند. برخی از موجودات فولکلور اسکاتلندی عبارتند از: هیولای دریاچه نس، براونی‌ها، بوگل‌ها، کلپی‌ها، سلکی‌ها، وولور، حنایی، لوبیا نیگه و مردان آبی مینچ.